# هوكو
الهوكو هو نظام تسجيل الأسرة المستخدم في الصين القارية. هو تسجيل فرد في النظام. يحدد سجل تسجيل الأسرة الشخص رسميًا كمقيم دائم في منطقة ما ويتضمن معلومات تعريفية مثل الاسم والوالدين والزوج وتاريخ الميلاد. يمكن أن يشير الهوكو أيضًا إلى سجل الأسرة في العديد من السياقات حيث أن سجل الأسرة يتم إصداره لكل أسرة، وعادةً ما يتضمن المواليد والوفيات والزواج والطلاق. والتحركات لجميع أفراد الأسرة.
ينحدر النظام جزئيًا من أنظمة تسجيل الأسر الصينية القديمة. أثر نظام الهوكو أيضًا على أنظمة مماثلة داخل هياكل الإدارة العامة في دول شرق آسيا المجاورة، مثل اليابان (كوسكي) وكوريا (هوجو)، بالإضافة إلى دولة جنوب شرق آسيا فيتنام (هو خو). في كوريا الجنوبية، تم إلغاء نظام الهوجو في يناير 2008. على الرغم من عدم وجود علاقة في الأصل، فإن البروبيسكا في الاتحاد السوفيتي وتسجيل المقيمين في روسيا كان لهما غرض مماثل وكانا بمثابة نموذج لنظام الهوكو الحديث في الصين.